# Taipa
Taipa, en cantonais 氹仔/榃仔 (sinogrammes traditionnels) et 凼仔 (sinogrammes simplifiés), en minnan tiap á, en mandarin standard dàngzǎi, est l'une des deux îles rattachées à Macao. Elle se situe entre la péninsule de Macao au nord, et l'île de Coloane au sud. Taipa et Coloane étant désormais rattachées entre elles par les nouvelles terres aménagées de Cotai.
Administrativement, elle constitue la freguesia (« paroisse ») de Nossa Senhora do Carmo.
Jadis, l'île de Taipa était mondialement réputée pour ses fabriques de feux d'artifice.
La pointe orientale de l'île est occupée par les bâtiments de l'aéroport international de Macao, sa piste constituant une île reliée à Taipa par deux chaussées.